# سیارک ۱۴۷۹۴
سیارک ۱۴۷۹۴ (به انگلیسی: 14794 Konetskiy، نامگذاری:1976SD5) چهارده هزار و هفتصد و نود و چهارمین سیارک کشف شده‌است که در ۲۴ سپتامبر ۱۹۷۶ کشف شد.
قدر مطلق سیارک برابر ۳۷.۱ است.